# 브레니스테인살다산

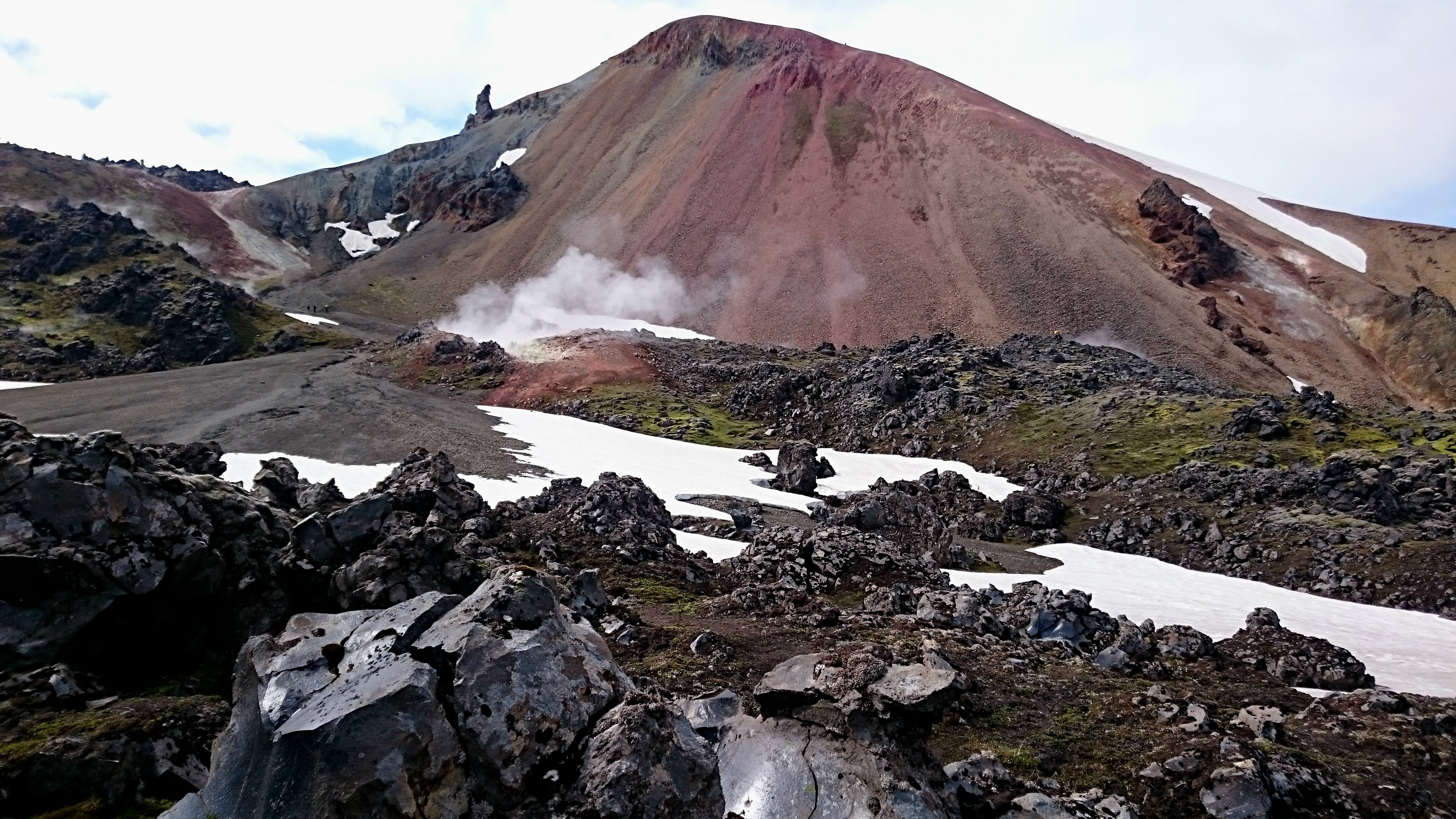

브레니스테인살다산(Brennisteinsalda)은 아이슬란드 중부에 위치한 화산으로, 현재까지도 온천활동이 활발하게 일어나는 활화산이다. 1961년에 소규모 분출을 한 것으로 알려져 있으며, 헤클라 산과 멀지 않은 위치에 있다.